# Maksim Viktorovič Suraev
Maksim Viktorovič Suraev (in russo Максим Викторович Сураев?; Čeljabinsk, 24 maggio 1972) è un cosmonauta e politico russo.

## Biografia
Maksim Viktorovič Suraev ha ricevuto una formazione da pilota da caccia e ha volato 700 ore nell'Aeronautica militare russa su velivoli L-39 e Su-27. È un formatore di paracadutismo e possiede una qualifica da subacqueo. Ha conseguito un diploma da pilota-ingegnere-ricercatore nel 1997 ed uno in diritto nel 2007. È sposato ed è padre di due figlie. Ha ricevuto la propria formazione da cosmonauta tra il 1997 ed il 2009.

## Missioni spaziali
Suraev è stato selezionato come cosmonauta del gruppo TsPK 12 del GCTC nel 1997. Ha fatto parte come ingegnere di volo degli equipaggi delle missioni Expedition 21 e Expedition 22
della Stazione spaziale internazionale; tiene un blog in russo tradotto in inglese.